# Mayazomus infernalis
Espèce
Synonymes
- Schizomus infernalis Rowland, 1975

Mayazomus infernalis est une espèce de schizomides de la famille des Hubbardiidae.

## Distribution
Cette espèce est endémique du Chiapas au Mexique,. Elle se rencontre vers Palenque.

## Description
Le mâle holotype mesure 4,0 mm et la femelle paratype 4,2 mm.

## Publication originale
- Rowland, 1975 : A partial revision of Schizomida (Arachnida), with descriptions of new species, genus, and family. Occasional papers of The Museum Texas Tech University, no 31, p. 1-21 (texte intégral).